# TEE Aurora
Aurora era il nome di una relazione ferroviaria Trans Europ Express operativa dal 1974 al 1975 tra Roma e Reggio Calabria.

## Storia
Il treno, istituito nel maggio del 1974 con l'introduzione dell'orario sulla relazione tirrenica, sfruttando, la traccia oraria del Rapido di 1ª classe Roma-Napoli prolungando il percorso dello stesso fino a Reggio Calabria, e in senso opposto sfruttando la traccia oraria di un altro Rapido fra Roma e Reggio Calabria, fino allora effettuato con elettromotrici di 1ª classe ALe 601.
Il nuovo TEE 89 (composto da carrozze Gran Confort), aveva una relazione mattutina con partenza da Roma alle ore 7.20 e arrivo a Reggio Calabria alle 13.55, mentre in senso opposto il TEE 88 partiva da Reggio Calabria alle 15.25 e raggiungeva Roma alle 22.05.
La massa del TEE “Aurora” era di 367 tonnellate nei giorni feriali, massa che aumentava la domenica con l’aggiunta di 2 carrozze.
I TEE 88 e 89 furono bene sfruttati dal pubblico fra Roma e Napoli e viceversa, ma proseguendo verso sud presentava una scarsissima affluenza non
fu all’altezza delle aspettative e questo ne decretò la precoce soppressione dopo soltanto due orari di servizio (estate 1974 ed inverno 1975) il 1º giugno 1975, solo dopo 371 giorni di attività, diventando il TEE italiano con la vita più breve.
Dopo la sua soppressione con l'introduzione dell'orario estivo 1975 è stato sostituito da un omonimo rapido 990/991 con vetture Eurofima di 1ª e 2ª classe e vettura ristorante nella vistosa livrea arancione.
Con l'entrata in vigore dell'orario estivo 1979 il treno Rapido "Aurora" venne prolungato verso Catania e Siracusa, in quanto con l'entrata in vigore del nuovo orario il treno rapido "Peloritano", effettuato fino ad allora con elettromotrici di 1ª classe ALe 601 è stato sostituito da composizioni di materiale ordinario di 1ª e 2ª classe e in sostituzione della composizione precedente articolata in sezioni perdendo la sezione ionica e con una composizione analoga a quella dell’Aurora, espletava il servizio su Palermo.
Con l'introduzione dell'orario estivo 1980, venne ripristinato l'originaria composizione del "Peloritano" con elettromotrici di sola 1ª classe ALe 601, mentre l’Aurora, mantenendo anche il servizio 2ª classe, dal 1 giugno 1980 venne organizzato in due sezioni, una verso Catania e Siracusa e una da Messina verso Palermo, mantenendo una sezione da Villa San Giovanni per Reggio Calabria.
Veloce quasi alla pari del Rapido 882 Peloritano, il 992 partiva da Palermo Centrale alle 9.00 e raggiungeva Roma Termini alle 21.05. Con l'entrata in vigore dell’orario estivo 1987 venne introdotta in Italia la categoria degli InterCity, con l’introduzione su tutti i collegamenti della 2ª classe e l’immissione in servizio di una seconda serie di carrozze GC e delle carrozze Z (sostanzialmente una seconda serie di Eurofima) e la rimodulazione della traccia, il Rapido "Aurora" venne soppresso e sostituito sullo stesso percorso dall'InterCity "Archimede".

## Galleria d'immagini

Il Rapido Aurora in transito sulla ferrovia tirrenica
In transito nel tratto Acquafredda-Maratea
In transito sulla ferrovia tirrenica tra Guardia Piemontese Terme e Acquapesa
Tra Acquapesa e Guardia Piemontese Terme
In transito nel tratto tra Vibonati e Capitello